# Kuva-yi İnzibatiye
Die Kuva-yi Inzibatiye (osmanisch قوای انضباطیّه İA Kuvâ-i İnzibâtiyye, deutsch ‚Ordnungskräfte‘), in der Türkei auch oft Hilâfet Ordusu (Armee des Kalifats) genannt, war eine 1920 von der osmanischen Regierung aufgestellte Armee. Sie hatte die Aufgabe, die Ankaraer Nationalbewegung unter der Führung Mustafa Kemal Atatürks zu zerschlagen.

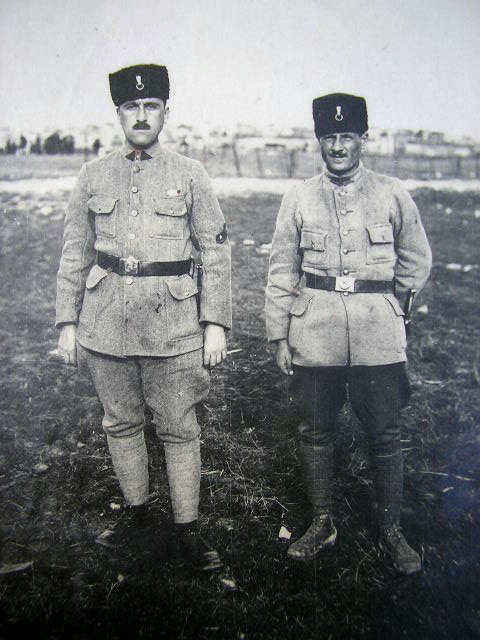
Soldaten der Ordnungskräfte

Sie wurde am 18. April 1920 vom Großwesir Damat Ferid ins Leben gerufen und sollte die mit Aufständen geplagte Gegenregierung in Ankara zusätzlich schwächen. Die Kuva-yi Inzibatiye wurde von Süleyman Şefik Pascha, Ahmet Anzavur und Ali Nadir Pascha geführt. Süleyman Şefik Pascha gab jedoch schon nach 12 Tagen seinen Posten auf. Das Kommando übernahm der tscherkessischstämmige Anzavur, der schon Kampferfahrungen gegen die kemalistischen Milizen in Westanatolien gesammelt hatte. So hatte er mit seinen Milizen gegen den prokemalistischen Çerkez Ethem gekämpft und sich zurückziehen müssen. Die osmanische Regierung integrierte ihn in die Kalifatenarmee und ernannte ihn zum Pascha. Seine irregulären Truppen nannte er Kuva-yi Muhammediye (Streitkräfte Mohammeds) und die durch die osmanische Regierung gestellten Hilâfet Ordusu (Armee des Kalifats). Er sollte sich nach einigen Wochen das Bein brechen und kommandierunfähig werden.
Ihre Mannstärke wird auf zwei bis drei Regimenter, also bis zu 2.000–4.000 Mann geschätzt. Diese waren in İzmit stationiert. Die Moral der Truppen war jedoch schwach, die Mannstärke für einen effektiven Angriff nicht ausreichend und die Hilfe durch die Briten nur halbherzig. Ihre Stationierung in Izmit schnitt jedoch eine wichtige Nachschubroute für die nationale Regierung in Ankara ab, die auf Hilfe aus dem besetzten Istanbul angewiesen war. Es kam zu militärischen Scharmützeln um Izmit, wo die Kuva-yi Inzibatiye aufgerieben wurde und sich nach Istanbul zurückzog, während sie von kemalistischen Kräften verfolgt wurde. Diese wurden mit Hilfe der britischen Truppen aus dem Umkreis Istanbuls zurückgedrängt. Die Armee wurde im Anschluss am 26. Juni 1920 aufgelöst.
Nach dem Sieg der Nationalbewegung wurden sieben Offiziere der Kalifatsarmee gehängt. Anzavur wurde 1921 in einem Gefecht in der Nähe Biga durch kemalistische Milizen getötet. Süleyman Şefik Pascha wurde nach der Verkündung der türkischen Republik zusammen mit anderen aufgrund seiner Zugehörigkeit zu dieser Armee als Persona non grata aus der Türkei verbannt.